# Liste der Bodendenkmäler in Wachenroth
Auf dieser Seite sind die Bodendenkmäler in dem mittelfränkischen Markt Wachenroth zusammengestellt. Diese Tabelle ist eine Teilliste der Liste der Bodendenkmäler in Bayern. Grundlage ist die Bayerische Denkmalliste, die auf Basis des Bayerischen Denkmalschutzgesetzes vom 1. Oktober 1973 erstmals erstellt wurde und seither durch das Bayerische Landesamt für Denkmalpflege geführt wird. Die folgenden Angaben ersetzen nicht die rechtsverbindliche Auskunft der Denkmalschutzbehörde.

## Bodendenkmäler in Wachenroth
| Lage                  | Objekt | Akten-Nr.     | Bild |
| --------------------- | --- | ------------- | ---- |
| Wachenroth (Standort) | Befestigungsanlage des Mittelalters.                                                                       | D-5-6230-0012 |      |
| Wachenroth (Standort) | Freilandstation des Mesolithikums und Siedlung des Neolithikums.                                           | D-5-6230-0030 |      |
| Wachenroth (Standort) | Freilandstation des Mesolithikums.                                                                         | D-5-6230-0033 |      |
| Wachenroth (Standort) | Siedlung des Neolithikums.                                                                                 | D-5-6230-0050 |      |
| Wachenroth (Standort) | Mittelalterliche und frühneuzeitliche Befunde im Bereich der Kath. Pfarrkirche St. Gertraud in Wachenroth. | D-5-6230-0080 |      |
| Wachenroth (Standort) | Mittelalterliche und frühneuzeitliche Befunde im Bereich des Schlosses von Weingartsgreuth.                | D-5-6230-0117 |      |